# Liste der Bodendenkmäler in Fahrenzhausen
Auf dieser Seite sind die Bodendenkmäler in der oberbayerischen Gemeinde Fahrenzhausen zusammengestellt. Diese Tabelle ist eine Teilliste der Liste der Bodendenkmäler in Bayern. Grundlage ist die Bayerische Denkmalliste, die auf Basis des Bayerischen Denkmalschutzgesetzes vom 1. Oktober 1973 erstmals erstellt wurde und seither durch das Bayerische Landesamt für Denkmalpflege geführt wird. Die folgenden Angaben ersetzen nicht die rechtsverbindliche Auskunft der Denkmalschutzbehörde.

## Bodendenkmäler in Fahrenzhausen
| Lage       | Objekt | Akten-Nr.     | Bild |
| ---------- | --- | ------------- | ---- |
| (Standort) | Siedlung der Bronzezeit. | D-1-7635-0089 |      |
| (Standort) | Körpergräber des frühen Mittelalters. | D-1-7635-0091 |      |
| (Standort) | Körper- und Brandgräber vor- und frühgeschichtlicher Zeitstellung. | D-1-7635-0093 |      |
| (Standort) | Verebnete Grabhügel vorgeschichtlicher Zeitstellung. | D-1-7635-0094 |      |
| (Standort) | Villa rustica der römischen Kaiserzeit. | D-1-7635-0099 |      |
| (Standort) | Grabhügel vorgeschichtlicher Zeitstellung. | D-1-7635-0100 |      |
| (Standort) | Brandgräber der römischen Kaiserzeit. | D-1-7635-0102 |      |
| (Standort) | Siedlung der späten Hallstatt- oder frühen Latènezeit. | D-1-7635-0103 |      |
| (Standort) | Siedlung der Bronzezeit und der späten Latènezeit. | D-1-7635-0104 |      |
| (Standort) | Siedlung der späten Latènezeit. | D-1-7635-0108 |      |
| (Standort) | Siedlung vor- und frühgeschichtlicher Zeitstellung, u. a. der Urnenfelderzeit, der Latènezeit                                                                             | D-1-7635-0109 |      |
| (Standort) | Turmhügel des hohen oder späten Mittelalters. | D-1-7635-0110 |      |
| (Standort) | Siedlung des Neolithikums und der Latènezeit. | D-1-7635-0113 |      |
| (Standort) | Verebnete Grabhügel vorgeschichtlicher Zeitstellung. | D-1-7635-0115 |      |
| (Standort) | Siedlung vor- und frühgeschichtlicher Zeitstellung. | D-1-7635-0117 |      |
| (Standort) | Verebneter Grabhügel vorgeschichtlicher Zeitstellung. | D-1-7635-0118 |      |
| (Standort) | Siedlung vor- und frühgeschichtlicher Zeitstellung. | D-1-7635-0119 |      |
| (Standort) | Siedlung vorgeschichtlicher Zeitstellung, u. a. der Bronzezeit. | D-1-7635-0128 |      |
| (Standort) | Siedlung vorgeschichtlicher Zeitstellung. | D-1-7635-0129 |      |
| (Standort) | Siedlung der Bronzezeit und der Latènezeit. | D-1-7635-0130 |      |
| (Standort) | Siedlung vorgeschichtlicher Zeitstellung, u. a. der Latènezeit. | D-1-7635-0131 |      |
| (Standort) | Siedlung vorgeschichtlicher Zeitstellung. | D-1-7635-0155 |      |
| (Standort) | Siedlung vorgeschichtlicher Zeitstellung und der römischen Kaiserzeit. | D-1-7635-0156 |      |
| (Standort) | Siedlung vorgeschichtlicher Zeitstellung, u. a. des Neolithikums, der frühen Bronzezeit                                                                                   | D-1-7635-0255 |      |
| (Standort) | Untertägige mittelalterliche und frühneuzeitliche Befunde im Bereich der Kath. Filialkirche                                                                               | D-1-7635-0259 |      |
| (Standort) | Untertägige mittelalterliche und frühneuzeitliche Befunde im Bereich der Kath. Filialkirche                                                                               | D-1-7635-0261 |      |
| (Standort) | Untertägige mittelalterliche und frühneuzeitliche Befunde im Bereich der Kath. Filialkirche St. Jakobus d. Ä. in Gesseltshausen.                                          | D-1-7635-0264 |      |
| (Standort) | Untertägige mittelalterliche und frühneuzeitliche Befunde im Bereich der Kath. Filialkirche                                                                               | D-1-7635-0266 |      |
| (Standort) | Untertägige mittelalterliche und frühneuzeitliche Befunde im Bereich der Kath. Filialkirche                                                                               | D-1-7635-0268 |      |
| (Standort) | Untertägige mittelalterliche und frühneuzeitliche Befunde im Bereich der Kath. Filialkirche St. Johannes d.T. in Hörenzhausen.                                            | D-1-7635-0270 |      |
| (Standort) | Untertägige mittelalterliche und frühneuzeitliche Befunde im Bereich der Kath. Pfarrkirche                                                                                | D-1-7635-0272 |      |
| (Standort) | Untertägige mittelalterliche und frühneuzeitliche Befunde im Bereich der Kath. Filialkirche                                                                               | D-1-7635-0274 |      |
| (Standort) | Untertägige mittelalterliche und frühneuzeitliche Befunde im Bereich vom Schloss                                                                                          | D-1-7635-0276 |      |
| (Standort) | Untertägige mittelalterliche und frühneuzeitliche Befunde im Bereich der Kath. Filialkirche St. Stephan in Lauterbach und ihres Vorgängerbaus mit aufgelassenem Friedhof. | D-1-7635-0279 |      |
| (Standort) | Untertägige frühneuzeitliche Befunde im Bereich der Kath. Filialkirche St. Anna in Unterbruck und ihres Vorgängerbaus.                                                    | D-1-7635-0281 |      |
| (Standort) | Untertägige mittelalterliche und frühneuzeitliche Befunde im Bereich der Kath. Filialkirche                                                                               | D-1-7635-0283 |      |
| (Standort) | Untertägige spätmittelalterliche und frühneuzeitliche Befunde im Bereich der Kath. Kirche                                                                                 | D-1-7635-0285 |      |
| (Standort) | Grabhügel mit Bestattungen der Hallstattzeit und der römischen Kaiserzeit.                                                                                                | D-1-7635-0341 |      |
| (Standort) | Grabhügel vorgeschichtlicher Zeitstellung. | D-1-7635-0345 |      |
| (Standort) | Siedlung vor- und frühgeschichtlicher Zeitstellung. | D-1-7635-0349 |      |